# Phytomyza asterophaga
Phytomyza asterophaga är en tvåvingeart som beskrevs av Spencer 1969. Phytomyza asterophaga ingår i släktet Phytomyza och familjen minerarflugor. Inga underarter finns listade i Catalogue of Life.